# Plebejus alcippe
Plebejus alcippe är en fjärilsart som beskrevs av Stephens 1829. Plebejus alcippe ingår i släktet Plebejus och familjen juvelvingar. Inga underarter finns listade i Catalogue of Life.